# Kilworth (County Cork)
Kilworth (irisch Cill Uird; deutsch: Kirche des Ordens) ist ein Dorf im Nordosten des Countys Cork im Süden der Republik Irland mit 1179 Einwohnern (Stand 2022). 

## Lage
Kilworth liegt etwa 33 Kilometer nordnordöstlich von Cork nahe der Grenze zum County Waterford am Fuß der Galtee Mountains. Die nächste größere Ortschaft ist Fermoy. 
Südlich der Siedlung fließt der Funshion. Über die R667 ist Kilworth mit der R639 von Fermoy nach Mitchelstown und der M8 verbunden. Im Norden von Kilworth liegt der Truppenübungsplatz Kilworth Military Ranges (und Lynch Camp). 

## Sehenswürdigkeiten
- Ballyderown Castle
- Cloghleagh Castle
- Araglin Bridge
- St. Martin’s Church
- Market House, um 1790 errichtet
- Kilworth Arts Centre, Theater- und Kulturzentrum in der früheren Kirche

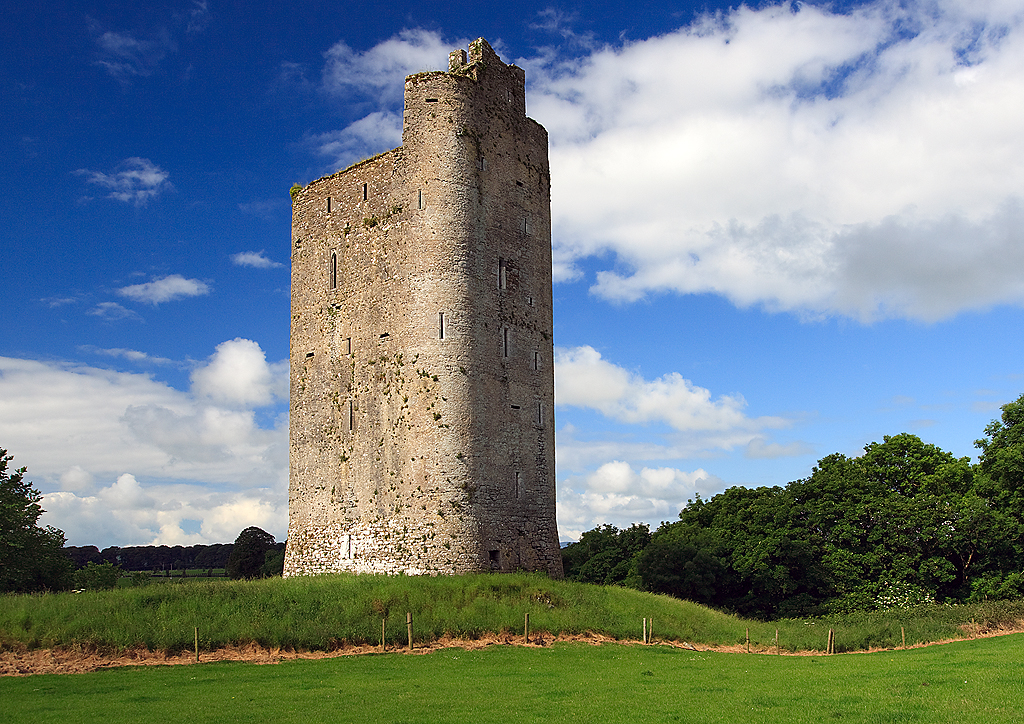
Cloghleagh Castle
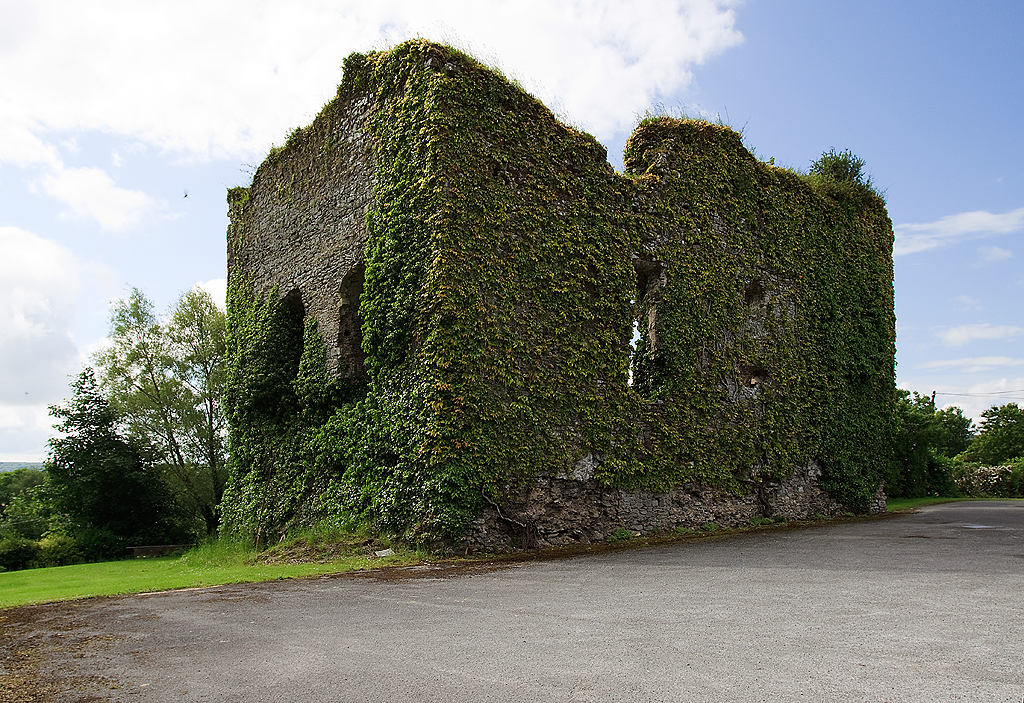
Ballyderown Castle
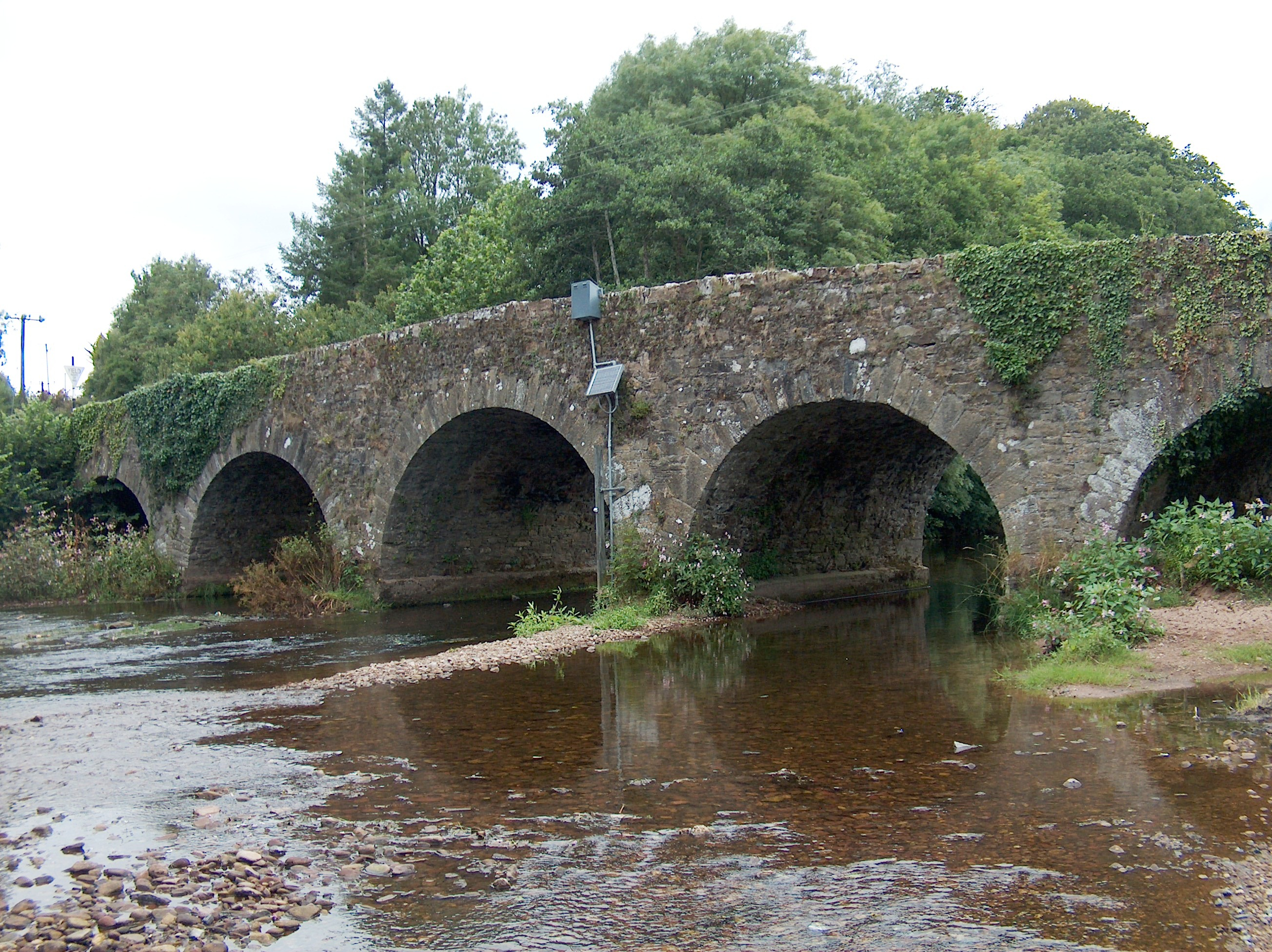
Araglin Bridge
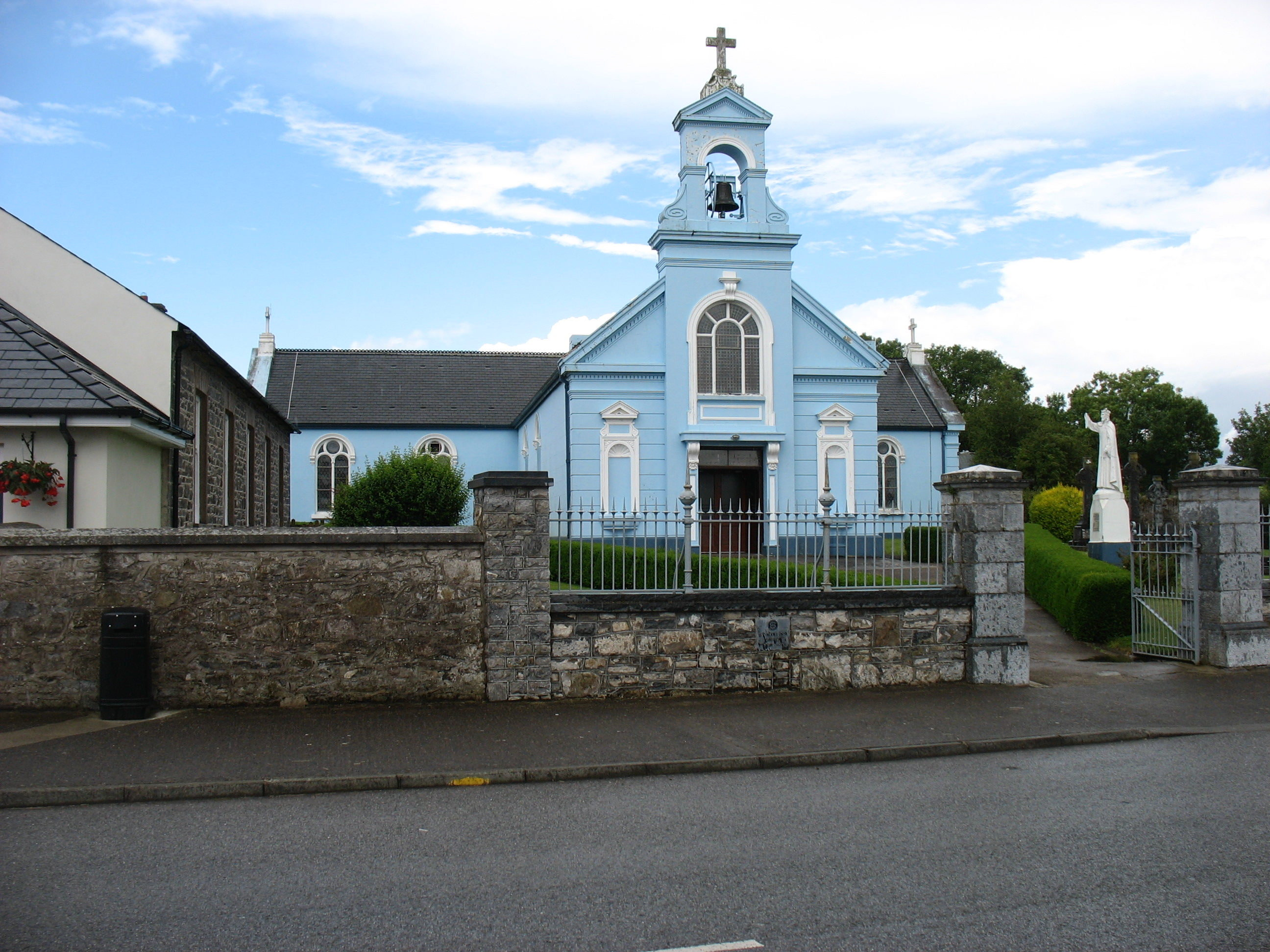
St. Martin’s Church
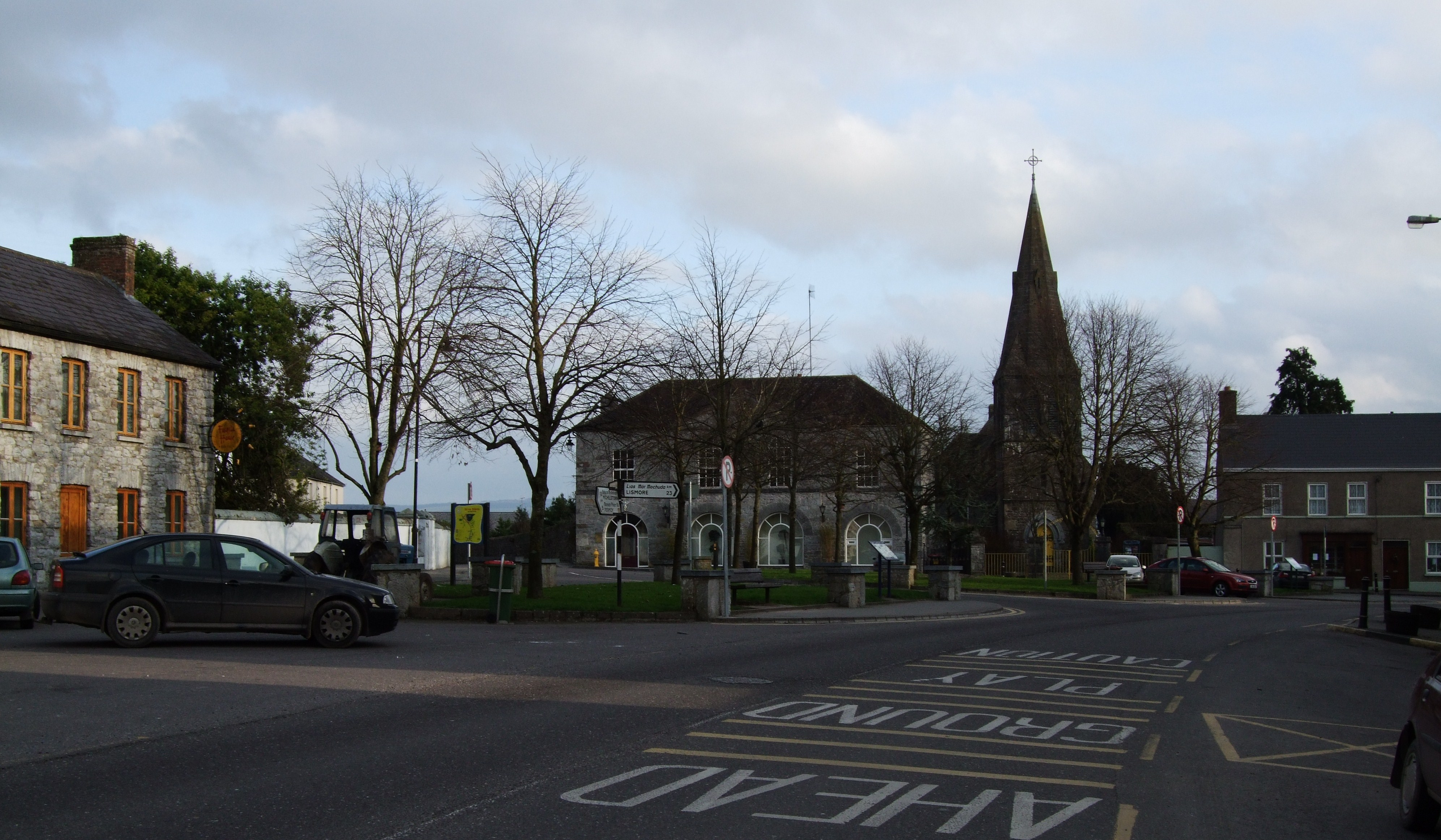
Market House neben dem Kilworth Arts Centre
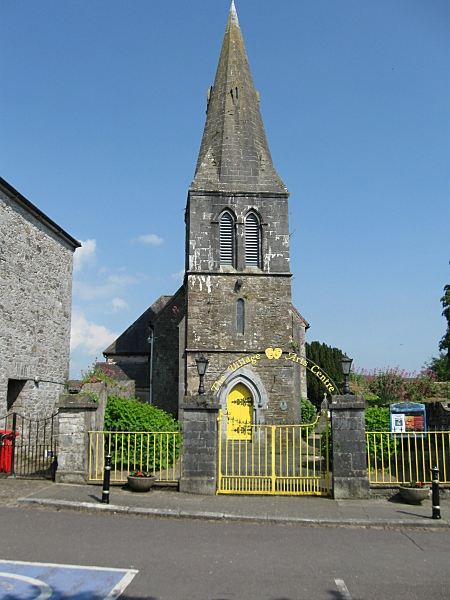
Kilworth Arts Centre

## Persönlichkeiten
- Redmond Barry (1813–1880), irisch-australischer Richter
- David Richard Pigot (1796–1873), irischer Richter
- John Edward Pigot (1822–1871), irischer Jurist und Sohn von David Richard Pigot, Gründer der National Gallery of Ireland
- Abraham Fitzgibbon (1823–1887), Ingenieur
- Gearoid Towey (* 1977), Ruderer